# Airmarshal
Een airmarshal (Engels: air marshal) of vluchtbegeleider is een gewapende niet-geüniformeerde veiligheidsagent die meereist met een verkeersvliegtuig ter bestrijding van eventuele terreuracties. Het woord airmarshal is aan het Engels ontleend. In de Engelstalige wereld heet deze functionaris ook sky marshal.
Er zijn risico's verbonden aan het meenemen van vuurwapens aan boord van een vliegtuig, aangezien de wapens ook in verkeerde handen zouden kunnen komen en de drukcabine van een vliegtuig gemakkelijk beschadigd raakt bij een vuurgevecht tijdens de vlucht.

## Verenigde Staten
Rond 1970 kwamen er veel vliegtuigkapingen voor. Daarom werd toen in de Verenigde Staten de Federal Air Marshal Service opgericht. Deze bestond oorspronkelijk uit leden van de United States Marshals (vandaar de naam marshal) en later uit speciaal getrainde agenten van de Amerikaanse Federal Aviation Administration (FAA). Het inzetten van airmarshals werd opnieuw actueel na de terroristische aanslagen op 11 september 2001 in de Verenigde Staten. Deze aanslagen begonnen met het kapen van vliegtuigen. Van 2002 tot 2005 was de Federal Air Marshal Service onderdeel van de U.S. Immigration and Customs Enforcement, na 2005 van de Transportation Security Administration (TSA), beide afdelingen van het Binnenlandse Veiligheidsdepartement (Department of Homeland Security).
De Verenigde Staten eisten eind 2003 van buitenlandse luchtvaartmaatschappijen dat ze gewapende beveiligingsmensen aan boord zouden meenemen op vluchten naar de Verenigde Staten ter voorkoming van terroristische aanslagen.

## Nederland
In 2004 werd in Nederland gestart met een proefproject met airmarshals. Op 3 november 2005 maakten de ministers Donner van Justitie en Kamp van Defensie bekend dat ze besloten hebben om structureel airmarshals in te zetten. Als airmarshals worden agenten van de Koninklijke Marechaussee ingezet.
Het wordt niet vooraf bekendgemaakt met welke vluchten airmarshals meereizen, om eventuele terroristen niet in de kaart te spelen.

## Andere landen
Luchtvaartmaatschappijen waarvan bekend is dat met airmarshals wordt gewerkt zijn Swiss (voorheen Swissair), El Al en Sri Lankan Airlines. In Duitsland zet de Bundespolizei agenten als airmarshal (Luftsicherheitsbegleiter) in. Ook andere landen kennen dit soort begeleiding op passagiersvliegtuigen.